# Leis de Burgos
O documento conhecido em espanhol como as Leyes de Burgos (Leis de Burgos) foi promulgado em 27 de dezembro de 1512 em Burgos, na Espanha. Foi a primeira codificação de leis regendo o comportamento dos colonos espanhóis na América, especialmente no que dizia respeito aos índios nativos. Ele enumerava diversas leis para o governo dos povos indígenas do Novo Mundo recém-descoberto; elas proibiam o mal-trato dos nativos e apoiava sua conversão ao catolicismo. O motivo de sua criação foi o problema legal que havia surgido com a conquista e colonização das Índias, onde a lei espanhola não era aplicada. 
O escopo destas leis estava restrito originalmente à ilha de Hispaniola, mas foi estendido posteriormente a Porto Rico, Jamaica e Peru. Estas leis autorizavam e legalizavam a prática colonial de se criar encomiendas, onde índios eram agrupados para trabalhar para senhores coloniais, limitando o tamanho destes estabelecimentos a um mínimo de 40 e um máximo de 150 pessoas. Elas também estabeleciam, no entanto, um regime de trabalho minuciosamente regulado, o salário, as provisões, o alojamento, a higiene e o cuidado pelos índios num espírito razoavelmente humanitário. Mulheres com mais de quatro meses de gravidez eram dispensadas do trabalho.
Por fim, o documento também proibia o uso de qualquer forma de punição pelos encomenderos, reservando esta prerrogativa aos oficiais empossados em cada cidade para a implementação das leis. Também ordenava que os índios fossem catequizados, bania a bigamia e exigia que as cabanas e barracas dos índios fossem construídas juntas às dos espanhóis. Ele respeitava, em algumas maneiras, as autoridades tradicionais, isentando os caciques dos trabalhos mais ordinários e lhes concedia vários índios como serviçais.
A má aplicação das leis levou, em muitos casos, a inúmeros protestos e reclamações. Na realidade, as leis foram tampouco aplicadas que eram vistas apenas como uma legalização da pobre situação anterior. Isto acabaria por criar o impulso para reformas, executadas através das Leyes Nuevas (Leis Novas) em 1542.

## Origens
O cardeal-arcebispo de Sevilha, chamado Domingo de Mendoza, ouviu relatos do abuso sofrido pelos índios americanos e enviou um grupo de missionários dominicanos a Hispaniola, para tentar cessar com o tratamento terrível. Embora eles não pudessem interferir fisicamente, os missionários criaram tantos transtornos que os colonos temeram pela perda de seus ganhos. O frei Antonio de Montesinos pregou aos colonistas que estavam incorrendo em pecado, e não tinham o direito de forçar os índios a servi-los, com o argumento de que poderia haver melhores usos para eles, como a conversão ao cristianismo. Os colonos discordaram e decidiram que a melhor maneira de proteger seus interesses seria se juntar e escolher um representante, um frei franciscano chamado Alonso de Espinal, para apresentar o seu caso perante o rei Fernando da Espanha e refutar as acusações de Montesinos. O plano deu errado e o rei, furioso com os abusos, alegou ignorância e, para tentar solucionar a situação, comissionou a um grupo de teólogos e acadêmicos que viesse com uma solução. Na cidade de Burgos, em 27 de dezembro de 1512, trinta e cinco leis foram colocadas em efeito para assegurar a liberdade dos índios americanos, e para se certificar de que eles fossem convertidos ao cristianismo.

## Sumário
1. Os índios devem ser removidos de suas terras e colocados em encomiendas. Para cada cinquenta índios, quatro alojamentos devem ser construídos (de 9 por 4,5 metros). Esta terra não poderá ser tirada deles, já que eles foram retirados de suas terras originais. Suas terras originais deverão ser queimadas para que eles não possam retornar a elas. Os índios plantarão toda a comida. Durante as estações apropriadas, os encomenderos (homens encarregados de cuidar dos indígenas) farão com que os índios plantem milho e criem as galinhas.
2. Os índios deverão deixar suas terras voluntariamente para vir às encomiendas, para que não tenham que sofrer por serem retirados dali à força.
3. O cidadão para quem os índios forem dados deverá erguer uma estrutura que será usada como igreja. Na igreja deverá haver um retrato de Nossa Senhora e um sino para chamar os índios às orações. A pessoa que os tiver na encomienda deverá ir com eles á igreja todas as noites e se assegurar de que eles façam o sinal da cruz e cantem diversos hinos. Se um índio não vier à igreja, não poderá descansar no dia seguinte.
4. Para se certificar de que os índios estão aprendendo o cristianismo corretamente, eles deverão ser testados a cada duas semanas e ensinados aquilo que não souberem pelo encomendero. Ele deverá lhes ensinar os Dez Mandamentos, os sete pecados capitais, e os Artigos de Fé. Qualquer encomendero que não souber os mesmos será multado em seis pesos de ouro.
5. Uma igreja deverá ser construída a uma distância igual a todas as propriedades. Aos domingos, a missa será observada e uma festa será celebrada. Se o encomendero não trouxer seus índios será multado em dez pesos de ouro.
6. Se a igreja for muito longe, outra deverá ser construída.
7. Os padres que coletam o dízimo das propriedades deverão ter padres permanentemente nas igrejas das mesmas propriedades.
8. Igrejas deverão ser construídas nas minas para que os índios trabalhando ali possam ir à missa nos domingos.
9. Quem quer que tenha cinquenta índios deverá escolher um garoto que o encomendero julgue capaz para aprender a ler, escrever, e a importância do catolicismo. O garoto deverá então ensinar os outros índios porque os índios aceitarão com mais disposição o que o garoto disser do que o que os espanhóis disserem. Se o encomendero tiver cem índios, dois garotos deverão ser escolhidos. A fé deverá estar incutida em suas cabeças para que as almas dos índios sejam salvos.
10. Se um índio adoecer perto de onde haja um padre, o padre deverá ir a ele e recitar o Credo e outras coisas proveitosas da fé católica. O índio deverá se confessar sem que se cobre uma taxa por isso. Se o índio morrer, deverá ser enterrado com uma cruz próximo à igreja. Se ele não for enterrado, o seu encomendero deverá pagar uma multa de quatro pesos de ouro.
11. Os índios não deverão ser usados como bestas para transportar coisas para os outros índios nas minas.
12. Todos os habitantes espanhóis que tenham índios nas encomiendas deverão batizar as suas crianças em até uma semana depois de seu nascimento.
13. Depois que os índios tenham sido levados às propriedades, o ouro deverá ser procurado da seguinte maneira: os índios das encomiendas deverão procurar por ouro durante cinco meses por ano e ao final deste período poderá descansar por quarenta dias. Durante os quarenta dias estes índios não poderão ser empregados, a menos que sejam escravos e aceitem trabalhar nas plantações. Durante os quarenta dias, os índios serão instruídos ainda mais na fé, já que possuirão mais tempo para aprendê-la.
14. Os índios poderão executar suas danças sagradas.
15. Todos os cidadãos que possuírem índios deverão alimentar-lhes com pão, inhames, pimentas e pimentões, e nos domingos também deve haver pratos de carne cozida. Para cada ofensa, uma multa de dois pesos de ouro deverá ser paga.
16. De acordo com o catolicismo, os índios não poderão ter mais que uma esposa ao mesmo tempo e não poderão abandonar as suas esposas.
17. Os filhos dos chefes das ilhas que tiverem menos de treze anos de idade deverão ser dados aos frades para que possam aprender a ler, escrever, e outras coisas sobre o catolicismo. Quando os filhos atingirem a idade de dezenove anos, deverão retornar à encomienda e ensinar os outros.
18. Mulheres grávidas não deverão ser mandadas às minas ou trabalhar nas plantações. Deverão ser mantidas na propriedade e fazer tarefas caseiras, como cozinhar e tecer. Depois que a criança nascer, ela poderá cuidar dela até que tenha três anos de idade; depois deste período, ela deverá retornar às minas e suas outras tarefas.
19. Os índios não deverão dormir no chão. Cada encomendero deverá prover redes de dormir a seus índios.
20. Os índios deverão receber um peso de ouro por ano para pagar pelas roupas.
21. Os índios não poderão mudar de senhores. Um encomendero não poderá empregar ou alojar um índio que pertença a outro encomendero.
22. Os caciques poderão ter dois índios para executar tarefas pessoais para cada quarenta de seus súditos. Visitantes nas propriedades deverão tratar bem os índios e ensinar-lhes o que souberem sobre o catolicismo.
23. Inspetores oficiais deverão manter registros das atividades e dos tratamentos dos índios nas encomiendas. Deverão manter a contagem da população e de quanto ouro vem sendo minado.
24. Os índios não deverão ser abusados física ou verbalmente por quaisquer motivos.
25. Os índios não deverão ser usados no comércio privado ou para qualquer outro interesse econômico.
26. Os encomenderos que tenham seus índios trabalhando em minas distantes deverão combinar esforços com outras propriedades para prover comida aos seus índios.
27. Índios de outras terras deverão também aprender as coisas da fé católica. Deverão ser tratados com bondade, a menos que sejam escravos.
28. Se um encomendero morrer, seu sucessor assumirá o controle dos índios.
29. Dois inspetores deverão ser apontados para cada propriedade.
30. Os inspetores deverão ser escolhidos pelo almirante, pelos juízes e pelos oficiais. Estas pessoas deverão ser compensadas com índios das encomiendas.
31. As aldeias deverão ser inspecionadas duas vezes por ano, uma no início do ano e outra no verão.
32. Se houver um índio fugitivo, os inspetores não poderão aprisioná-lo. Eles deverão ser dados a um homem de boa consciência que encontrará o seu encomendero.
33. Todos os inspetores deverão ter uma cópia das Leis de Burgos, assinada pelo governador.
34. Os inspetores deverão ser providos com residências.
35. Uma pessoa não deverá ter mais do que cento e cinquenta índios e menos do que quarenta índios em uma encomienda ao mesmo tempo.

Algumas emendas foram feitas às Leis de Burgos no dia 28 de julho de 1513:
1. Mulheres índias casadas com homens índios não devem ser forçadas a servir com seus maridos nas minas ou em qualquer outro lugar a menos que por sua própria vontade ou a menos que seus maridos queiram levá-las.
2. Crianças índias não deverão fazer o serviço de adultos até atingirem os catorze anos. Até então deverão fazer tarefas de criança, como coser ou trabalhar na propriedade de seus pais.
3. Mulheres índias solteiras que estiverem sob a autoridade de seus pais deverão trabalhar com eles em suas terras. Aquelas que não estiverem sob a autoridade de seus pais deverão ser mantidas à parte para que não se prostituam.
4. Depois de dois anos de serviço os índios estão livres para irem embora. A esta altura estarão civilizados e serão cristãos, aptos para governarem a si mesmos.

As Leis de Burgos nada fizeram para salvar os nativos de Hispaniola; os índios americanos ainda estavam sendo explorados pesadamente. Isto incomodou a consciência de Bartolomé de Las Casas, um antigo encomendero que se arrependeu e passou o resto de sua vida trabalhando para trazer a liberdade de volta para os índios. Ele escreveu: “Que tipo de doutrina pode ser ensinada por leigos iletrados e mundanos, que na grande parte mal sabem fazer o sinal da cruz, para infiéis que ainda têm de aprender os primeiros princípios da fé cristã?”
Las Casas acreditava que o Novo Mundo havia sido concedido a Espanha e Portugal unicamente para que os pagãos fossem convertidos. Os índios, ele acreditava, não deveriam ser usados para outros propósitos, e especialmente não para lucro. A única solução era a de remover os colonos espanhóis do meio dos índios, com a exceção dos missionários que traziam a mensagem de Cristo.